# Parischnogaster depressigaster
Parischnogaster depressigaster är en getingart som först beskrevs av Sievert Allen Rohwer 1919.  Parischnogaster depressigaster ingår i släktet Parischnogaster och familjen getingar. Inga underarter finns listade i Catalogue of Life.